# Alte Elbe zwischen Kannenberg und Berge
Koordinaten: 52° 48′ 35″ N, 11° 59′ 40″ O

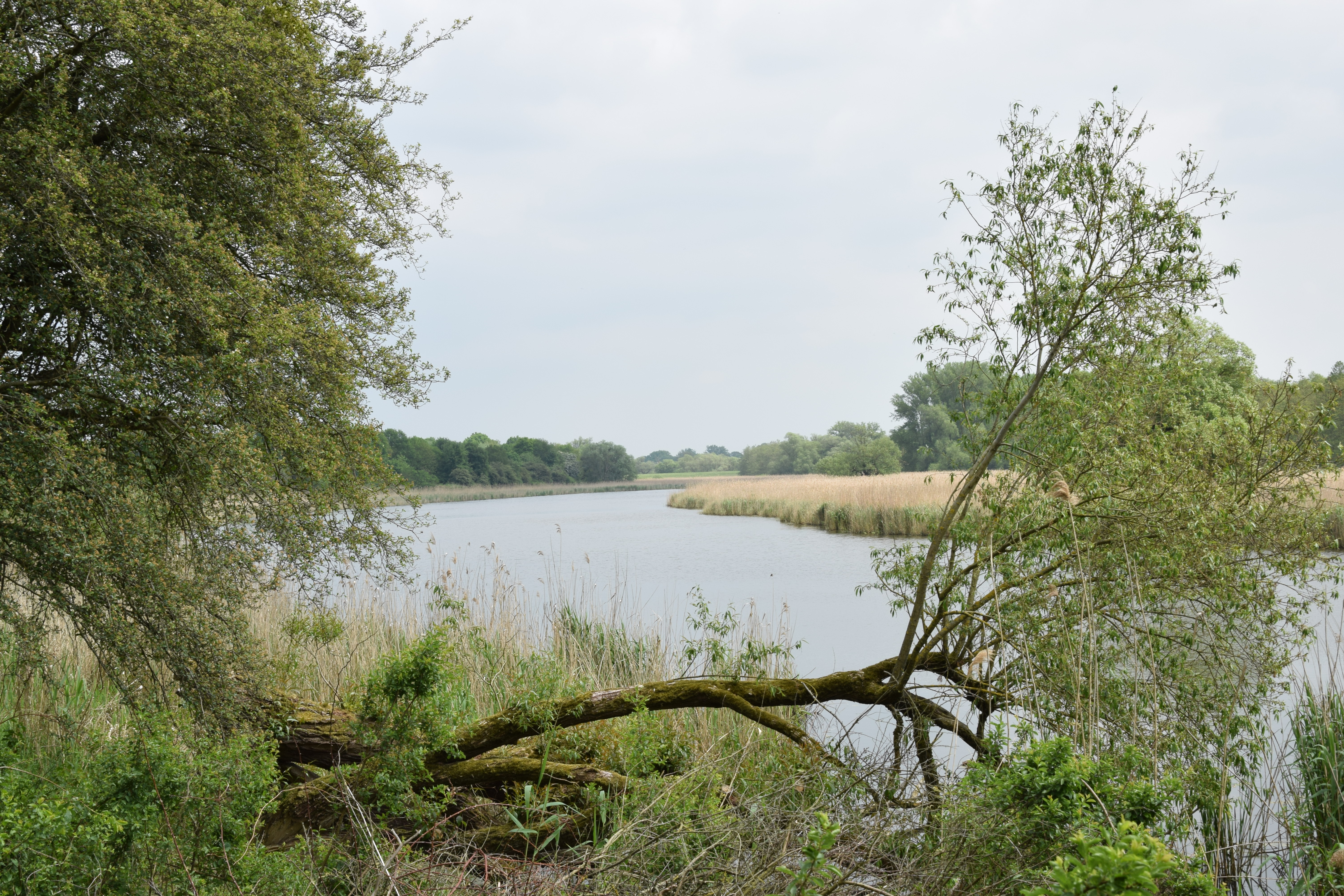
Alte Elbe

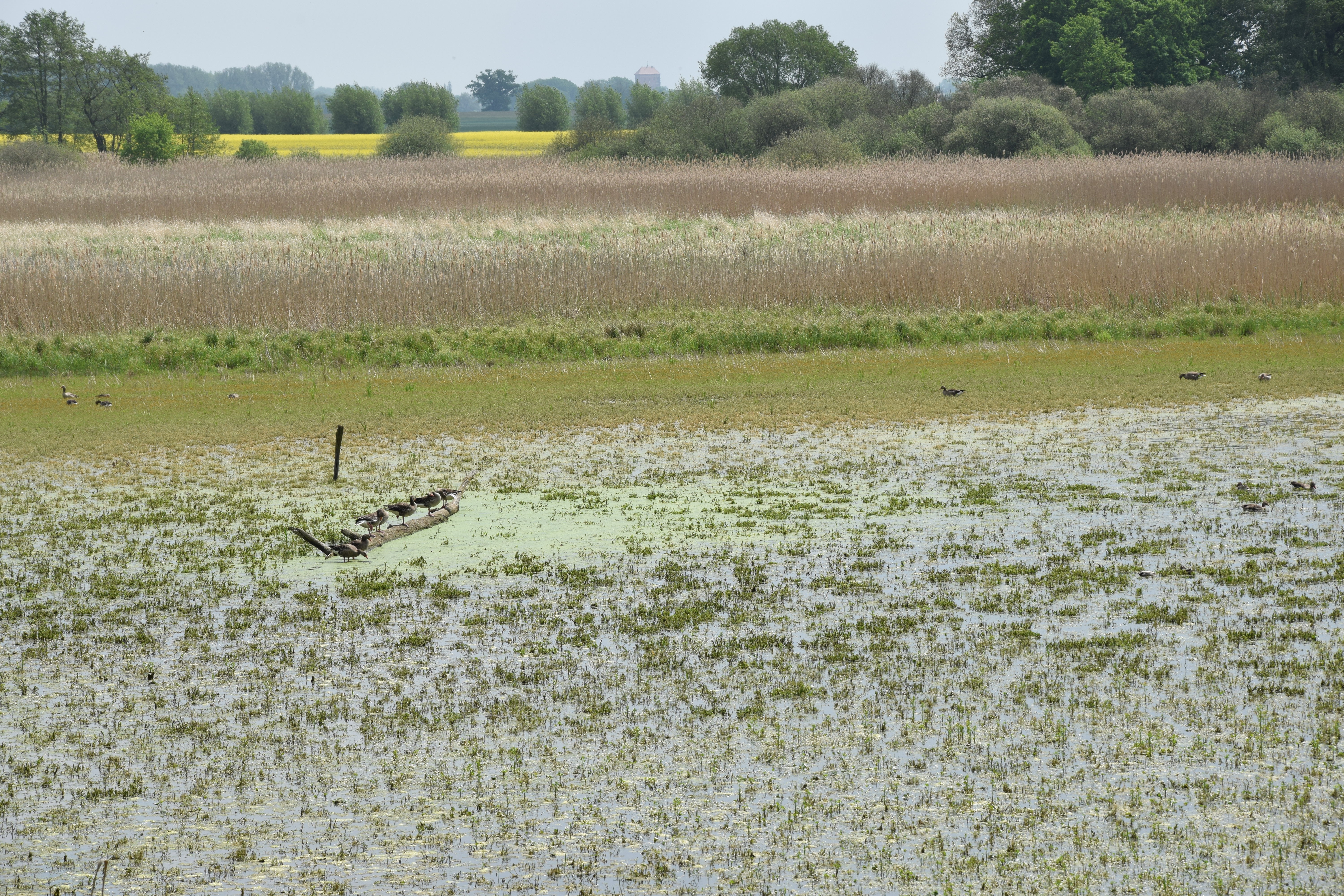
Verlandeter Bereich

Die Alte Elbe zwischen Kannenberg und Berge ist ein Naturschutzgebiet in der Stadt Werben und der Gemeinde Iden in der Verbandsgemeinde Arneburg-Goldbeck im Landkreis Stendal in Sachsen-Anhalt.

## Allgemeines
Das Naturschutzgebiet mit dem Kennzeichen NSG 0045 ist rund 300 Hektar groß. Es ist Bestandteil des FFH-Gebietes „Elbaue Werben und Alte Elbe Kannenberg“ und des EU-Vogelschutzgebietes „Elbaue Jerichow“ und grenzt nahezu vollständig an die Landschaftsschutzgebiete „Aland-Elbe-Niederung“ und „Altmärkische Wische“. Das Gebiet steht seit 1978 unter Schutz (Datum der Verordnung: 5. Juli 1978). Zuständige untere Naturschutzbehörde ist der Landkreis Stendal.

## Beschreibung
Das Naturschutzgebiet liegt südwestlich von Havelberg und westlich von Sandau (Elbe) am Rande des Biosphärenreservat Mittelelbe. Es stellt einen westlich der Elbe liegenden, verlandenden Altarm unter Schutz, der bereits um 1700 durch Begradigung der Elbe entstand. Der Altarm ist vom Flusslauf der Elbe getrennt, aber über die Große Wässerung, einen Graben, mit dem Aland verbunden.
Das Naturschutzgebiet wird von ausgedehnten Röhrichtbereichen mit Schilfrohr und Schmalblättrigem Rohrkolben gekennzeichnet. Daneben sind Sumpfkresse-Wasserpferdesaat-Gesellschaften und Wasserschwadenröhricht zu finden, vereinzelt auch Sumpfsimsen-Tannenwedel-Kleinröhricht. An mehreren Stellen sind noch offene Wasserflächen mit Wasserlinsen und Krebsscheren sowie kleine Bruchwälder zu finden.
Die ausgedehnten Röhrichte sind Lebensraum für Rohrweihe, Rohrdommel, Rohrschwirl, verschiedene Rohrsänger (Drosselrohrsänger, Schilfrohrsänger und Teichrohrsänger) sowie Graugans, die alle auch hier brüten. In den Verlandungszonen des Elbealtarms brüten Zwergtaucher, Tafelente, Wasserralle, Tüpfelsumpfhuhn und Trauerseeschwalbe. Auch der Eisvogel findet geeigneten Lebensraum und brütet in Höhlen am ehemaligen Prallhang. Von Seeadler, Fischadler, Brandgans und Zwergschnepfe wird das Naturschutzgebiet zur Nahrungssuche aufgesucht.
Das Naturschutzgebiet ist auch Lebensraum für Elbebiber und Fischotter. Weiterhin finden Laubfrosch, Wechselkröte, Kreuzkröte und Blindschleiche sowie Keilfleck-Mosaikjungfer geeignete Lebensbedingungen.
Von dem auf dem ehemaligen Deich westlich des Naturschutzgebietes verlaufenden Weg aus ist das Naturschutzgebiet einsehbar.